# パキスタン国際航空661便墜落事故
パキスタン国際航空661便墜落事故（パキスタンこくさいこうくう661びんついらくじこ）とは、2016年12月7日にチトラル発ラーワルピンディー行きの国内旅客便、パキスタン国際航空661便がハベリアン付近に墜落した事故である。事故機はATR 42-500で、乗客42人（うちスカイマーシャル2人、地上整備士1人）と乗員5人が搭乗していた。搭乗していた47人全員が死亡し、歌手から説教者に転身したジュナイド・ジャムシェドや、チトラル地区の副委員長も含まれていた。

## 調査
事故後すぐにブラックボックスが回収された。パキスタン民間航空局 (PCAA) は暫定報告書で、事故機は高度13,375フィートで左エンジンが故障を起こして爆発し、左翼が損傷して気流が乱れたと述べている。午後4時12分に操縦士がエンジン故障を報告しており、その後急降下し数分後にはレーダーから消えた。主翼の損傷により操縦不能となり、緩やかに降下できなかったと考えられた。
12月11日にはムルターン国際空港においてATR 72でインシデントが発生したため、PCAAはパキスタン国際航空に対し保有する全てのATR機の運航を停止し点検するよう指示した。5機のATR 42と5機のATR 72が対象となった。